# Twin Wave
Twin Wave（ツインウェーブ）は、北陸放送（MROラジオ）で制作・放送されていたローカルワイドラジオ番組。
2016年3月28日から『Twin Wave 940』（ツインウェーブ　きゅうよんまる）のタイトルで放送開始。2017年10月2日より現在のタイトルに変更。

## 番組概要
2016年3月25日まで放送された『げつきんワイド!おいね★どいね』の正午前後の部分が分離され、「ランチタイムのひとときを素敵な音楽とともに過ごす」をコンセプトに、リスナーからのお便りも紹介しながら、基本的には曜日担当のパーソナリティの一人喋りで番組を進行するというスタイルになっている。
番組タイトルとなっているTwin Waveとは、2016年8月1日から放送開始されたFM補完放送（ワイドFM）に合わせて、AM放送とFM放送の二波で放送するというPRの意味が込められており、また940は、MROラジオでのFM補完放送の周波数が94.0MHz(金沢地区)であるために付けられた。FM補完放送が能登地区でも始まることとなり、周波数がそれぞれ異なることから、2017年10月2日より「940」がタイトルから外れた。番組宛のお便りはEメール、FAXの他、葉書でも受け付けている。
2018年10月1日から、75分の放送を平日朝の自社制作生ワイド番組「あさ☀ダッシュ!」放送時間拡大のため、本番組の放送枠を縮小し30分放送となる。
2019年4月1日から、放送時間を5分拡大し35分番組となった。
2020年3月30日から、放送時間を10分拡大し45分番組となった

## 放送時間
現在
- 毎週月曜日 - 金曜日 12:10-12:55

過去
- 毎週月曜日 - 金曜日 11:25 - 12:40（JST）（2016年3月28日から2018年9月28日）
- 毎週月曜日 - 金曜日 12:10 - 12:40（JST）（2018年10月1日 - 2019年3月29日）
- 毎週月曜日 - 金曜日 12:10 - 12:45（JST）（2019年4月1日 - 2020年3月27日）

## パーソナリティ
番組開始から2018年9月までは曜日固定されていたが10月のリニューアル後は曜日固定制度を廃止してMROアナウンサー(主に若手)が輪番制で担当することとなった。
MRO公式およびradiko番組表には出演者の記載がなく番組開始まで当日のパーソナリティ―は明かされない形を取っている。

## 番組開始から2018年9月までのパーソナリティ
- 西尾知亜紀（2016年3月28日 - 11月23日、月曜・火曜・水曜）
- 大木文香（2016年3月31日 - 2018年3月30日　2017年4月から9月までは木曜・金曜、2017年10月から2018年3月までは月曜・金曜）
- 前原智子（2016年11月29日 - 2017年3月28日、火曜）
- 竹村りゑ（2017年4月5日 - 2018年9月26日 2017年4月から9月までは水曜、2017年10月から2018年3月までは火曜、2018年4月から9月までは火曜・水曜）
- 福島彩乃（2017年4月6日 - 2018年9月28日 2017年4月から9月までは月曜・火曜、2017年10月から2018年3月までは水曜・木曜、2018年4月から9月までは木曜・金曜）
- 坐間妙子（2018年4月2日 - 2018年9月24日、月曜）

## タイムテーブル
現在
- 12:10 - オープニング
- 12:15 - 証券情報
  - 今村証券の単独提供コーナー。同社の各支店から証券取引概況をリポート（東証の前場取引概況および東証株価指数・日経平均株価）。
- 12:25 - （木曜日） ナイスですね白山市（白山市の広報コーナー[1]）、（金曜日） グッディ金沢（金沢市の広報コーナー[2]）4月からはおいねどいねにコーナー移動
- 12:35- 交通情報
- 12:55- クロージング

過去
- 11:25 - 第一部オープニング
- 11:30 - 快適生活ラジオショッピング
- 11:35 - 今日のトピックス
  - パーソナリティが、毎日一つ話題を選んで、リスナーにお薦め情報を提供するコーナー。
- 11:50 - ランチリクエスト
  - 各局が番組を制作し、ニッポン放送がスポンサーセールを行っている企画ネット番組。リスナーよりエピソードも交えたリクエストを募り、紹介するコーナー。毎日、一曲のみの紹介コーナーとなっている。
- 12:00 - MROニュース
- 12:05 - 天気予報
- 12:10 - 第二部オープニング
- 12:15 - 証券情報
- 12:20 - MROショッピング
- 12:25 - （木曜日） ナイスですね白山市（白山市の広報コーナー[1]）、（金曜日） グッディ金沢（金沢市の広報コーナー[2]）
- 12:30 - 交通情報
- 12:35 - クロージング